# Ballinciaga
Ballinciaga, oft verkürzt zu Ballin, ist eine norwegische Band. Erste Bekanntheit erlangte die Gruppe vor allem für Musik, die überwiegend von Jugendlichen in Verbindung mit Russfeiern gehört wird. Mit Dans på bordet hatten sie Anfang 2022 ihren ersten Nummer-eins-Hit.

## Geschichte
Die Band besteht aus drei Männern, die durch rosa Sturmhauben mit Augenschlitzen ihre Gesichter verdecken. Ihre Identität hielten die Bandmitglieder anfangs geheim. Später wurde bekannt, dass es sich um Mikkel Brunvatne Henriksen, Thomas Alexander Strandskogen und Victor Karlsen Klæbo handelt. Die Gruppe begann im Jahr 2018 Lieder aus dem Bereich der Russemusikk, also der bei norwegischen Abschlussschülern bei Russfeiern beliebten Musik, zu produzieren und herauszugeben. In Interviews gab die Band an, dass die Russemusikk zunächst nur als Nebenprojekt gedacht war, um Geld zu verdienen, jedoch angedacht war, auch „ordentliche Musik“ zu machen. Aufgrund des Erfolgs fokussierten sie sich schließlich auf Russemusikk. Mit der Zeit begann das Trio, die Auftragsarbeiten nicht wie für das Genre typisch nach dem Auftraggeber zu benennen, sondern diese nur in Klammern an den Liedtitel anzuhängen.
Im Jahr 2021 konnte sich Ballinciaga erstmals in den norwegischen Musikcharts platzieren. Im darauffolgenden Jahr erreichte die Band mit dem Song Dans på bordet erstmals den ersten Platz in den Charts. Das Lied war in Zusammenarbeit mit dem norwegischen TikToker David Mokel entstanden. Beim Musikpreis P3 Gull wurde Ballinciaga im Jahr 2022 in der Kategorie „Künstler des Jahres“ sowie mit Dans på bordet in der Kategorie „Lied des Jahres“ nominiert. Vom Streamingdienst Spotify wurde die Band als die im Jahr 2022 am meisten gestreamten Künstler Norwegens geführt. Das Lied Dans på bordet erreichte den ersten Platz der offiziellen norwegischen Jahrescharts des Jahres 2022. Mit den Singles Beklager (Guttaklubben) und Tante hatten sie zwei weitere Singles in den Top 10 der Jahrescharts. Im Mai 2023 gab das Trio sein Debütalbum Postkort Alicante, das sich aus neun Liedern zusammensetzt, heraus. Das Album stieg auf Platz eins der norwegischen Albumcharts ein. Mit der im Juli 2024 herausgegebenen Single Sigg erzielte Ballinciaga in Norwegen erneut einen Nummer-eins-Hit. Im September 2024 wurde es das erste Lied der Gruppe, das sich auch in den schwedischen Musikcharts platzieren konnte.
Mit Eden veröffentlichte Ballinciaga im Mai 2025 ihr zweites Album.

## Stil
Even Samir Kaushik schrieb im Mai 2023 für NRK P3, dass das Trio nach seiner Debütsingle im Jahr 2018 über 100 Lieder im „mehr oder weniger gleichen Stil“ herausgebracht habe. In den soundtechnisch von tiefen Basstönen geprägten Liedern ginge es wiederholt um den „übermäßigen Konsum von Drogen wie Kokain und Alkohol“. Das Debütalbum Postkort Alicante unterschied sich nach Meinung mehrerer Kritiker von den Liedern, für die das Trio bekannt wurde. So wurden die Lieder des Albums als melancholischer und reifer, aber auch als monoton bezeichnet. Bei NRK P3 erhielt das Album einen, bei der Zeitung Verdens Gang (VG) drei von sechs Punkten.

## Auszeichnungen
Spellemannprisen
- 2022: Nominierung in der Kategorie „Lied des Jahres“ (mit David Mokel, für Dans på bordet)
- 2022: Nominierung in der Kategorie „Durchbruch des Jahres“
- 2024: Nominierung in der Kategorie „Musikvideo des Jahres“ (für Ayt: The Movie)

P3 Gull
- 2022: Nominierung in der Kategorie „Künstler des Jahres“[11]
- 2022: Nominierung in der Kategorie „Lied des Jahres“ für Dans på bordet[12]

## Diskografie

### Alben
| Jahr | Titel             | Höchstplatzierung, Gesamtwochen, AuszeichnungChartplatzierungen (Jahr, Titel, Platzierungen, Wochen, Auszeichnungen, Anmerkungen) | Höchstplatzierung, Gesamtwochen, AuszeichnungChartplatzierungen (Jahr, Titel, Platzierungen, Wochen, Auszeichnungen, Anmerkungen) | Anmerkungen                        |
| Jahr | Titel             | NO | SE | Anmerkungen                        |
| ---- | ----------------- | --- | --- | ---------------------------------- |
| 2023 | Postkort Alicante | NO1 (18 Wo.)NO | — | Erstveröffentlichung: 26. Mai 2023 |
| 2025 | Eden              | NO9 (… Wo.)NO | — | Erstveröffentlichung: 9. Mai 2025  |

### Singles
| Jahr | Titel Album                      | Höchstplatzierung, Gesamtwochen, AuszeichnungChartplatzierungen (Jahr, Titel, Album, Platzierungen, Wochen, Auszeichnungen, Anmerkungen) | Höchstplatzierung, Gesamtwochen, AuszeichnungChartplatzierungen (Jahr, Titel, Album, Platzierungen, Wochen, Auszeichnungen, Anmerkungen) | Anmerkungen                                               |
| Jahr | Titel Album                      | NO | SE | Anmerkungen                                               |
| --- | -------------------------------- | --- | --- | --------------------------------------------------------- |
| 2021 | Hot Boy Summer (Daydream 2022) – | NO18 (15 Wo.)NO | — | Erstveröffentlichung: 21. Juli 2021                       |
| 2021 | Loud Luxury 2022 –               | NO2 (41 Wo.)NO | — | Erstveröffentlichung: 7. Oktober 2021 mit Kevin Lauren    |
| 2022 | Dans på bordet –                 | NO1 (71 Wo.)NO | — | Erstveröffentlichung: 9. Februar 2022 mit David Mokel     |
| 2022 | Tante –                          | NO3 ×2Doppelplatin · (28 Wo.)NO | — | Erstveröffentlichung: 4. März 2022 mit Kevin Lauren       |
| 2022 | Beklager (Guttaklubben) –        | NO2 (34 Wo.)NO | — | Erstveröffentlichung: 1. April 2022 mit Kris Winther      |
| 2022 | Kjære alkohol –                  | NO2 Platin · (11 Wo.)NO | — | Erstveröffentlichung: 3. Juni 2022 mit Roc Boyz           |
| 2022 | Block Party –                    | NO10 Platin · (11 Wo.)NO | — | Erstveröffentlichung: 10. Juni 2022 mit ADAAM             |
| 2022 | Fakk min x –                     | NO1 (13 Wo.)NO | — | Erstveröffentlichung: 19. August 2022 mit Kamelen         |
| 2023 | En shot –                        | NO4 (15 Wo.)NO | — | Erstveröffentlichung: 3. Februar 2023                     |
| 2023 | Dumme kids –                     | NO8 (4 Wo.)NO | — | Erstveröffentlichung: 3. März 2023 mit 1.Cuz              |
| 2023 | Minne for livet –                | NO9 (2 Wo.)NO | — | Erstveröffentlichung: 11. August 2023 featuring Golfklubb |
| 2023 | Igjen og igjen –                 | NO8 (3 Wo.)NO | — | Erstveröffentlichung: 20. Oktober 2023                    |
| 2024 | Dance –                          | NO11 (2 Wo.)NO | — | mit Arif Murakami Erstveröffentlichung: 16. Februar 2024  |
| 2024 | Baby –                           | NO13 (6 Wo.)NO | — | mit Arif Murakami Erstveröffentlichung: 3. Mai 2024       |
| 2024 | Sigg –                           | NO1 (17 Wo.)NO | SE42 (5 Wo.)SE | Erstveröffentlichung: 19. Juli 2024                       |
| 2024 | Ayt –                            | NO2 (7 Wo.)NO | — | Erstveröffentlichung: 27. September 2024                  |
| 2025 | Prty –                           | NO10 (3 Wo.)NO | — | Erstveröffentlichung: 24. Januar 2025                     |
| Folgende Lieder erschienen nicht als Single, wurden aber durch das Album zum Download und Streaming bereitgestellt und konnten somit eine Platzierung erlangen: |                                  | | |                                                           |
| |                                  | | |                                                           |
| 2023 | Leve Postkort Alicante           | NO2 (15 Wo.)NO | — |                                                           |
| 2023 | Om vi bare… Postkort Alicante    | NO9 (4 Wo.)NO | — |                                                           |
| 2023 | Kjære 2045 Postkort Alicante     | NO11 (1 Wo.)NO | — |                                                           |
| 2023 | Døra Postkort Alicante           | NO12 (2 Wo.)NO | — |                                                           |
| 2023 | Vi mot verden Postkort Alicante  | NO17 (1 Wo.)NO | — |                                                           |
| 2023 | God dag Postkort Alicante        | NO22 (1 Wo.)NO | — |                                                           |
| 2025 | Cognac Eden                      | NO31 (… Wo.)NO | — |                                                           |

Weitere Singles (Auswahl)
- 2018: Figaro 2019
- 2019: Step Ahead 2019
- 2019: Zeppelin 2020
- 2019: Foreplay 2020
- 2019: Korken 2020
- 2019: Wasted (Mad City 2020)
- 2020: Katzenjammer Kids (mit Roc Boyz)
- 2020: G (Toxic Trait 2021)
- 2021: Violation (mit Roc Boyz)
- 2021: Alt jeg vil
- 2021: Mdma (Bellagio 2022)
- 2021: Ingen wife
- 2022: Clubber oppi France (Kaotisk Eleganse 2023)